# جوناثان ماركس
جوناثان ماركس (بالإنجليزية: Jonathan M. Marks)‏ هو عالم بيولوجيا و أنتروبولوجية في جامعة كارولينا في شارلوت  ، ولد عام 1955 ، درس في جامعة جون هوبكنز في بالتيمور، ماريلاند ، وحصل على درجات في الوراثيات والأنثروبولوجية من جامعة أريزونا ، وأكمل الدكتوراه في عام 1984 . وأجرى بحثاً بعد الدكتوراه في قسم الوراثيات أنهاه عام 1987 ، ثم درّس في جامعة يال لمدة عشر سنوات وفي جامعة بيركيلي لمدة 3 سنوات قبل أن يستقر في شارلوت حيث يعمل كأستاذ جامعي . و له كثير من المقالات والبحوث ويعد من مناهضي العنصرية العلمية المتحمسين وجادل من يعتبر العرق كتصنيف طبيعي.

## أعماله المنشورة
- الأنثروبولوجية التطورية (1991) بالمشاركة مع إدوارد ستاسكي .
- التنوع البيولوجي الإنساني (1995) .
- ماذا يعني أن نكون 98% شامبنزي (2002) .